# Tampa Red
Hudson Woodbridge ou Hudson Whittaker, dit Tampa Red, était un chanteur, guitariste et pianiste de blues américain, né à Smithville, Géorgie, le 8 janvier 1904 (date incertaine) et décédé à Chicago, Illinois, le 19 mars 1981.

## Biographie
Hudson Woodbridge est né au début du siècle dernier (probablement en 1904) à Smithville, Géorgie. Mais orphelin très tôt, il sera élevé par la famille de sa grand-mère, Mme Whittaker, dont il adoptera le patronyme, et qui vit dans les faubourgs de Tampa, en Floride.
Très tôt, il apprend la guitare et accompagne sur scène un ami de la famille. À l'adolescence, il devient musicien itinérant et parcourt le Sud des États-Unis à vélo. En 1922, déjà affublé du surnom de « Tampa Red », il arrive à Chicago.
Sa carrière débute véritablement lorsqu'il s'associe avec le pianiste Georgia Tom Dorsey. Ils enregistrent ensemble, pour la première fois, en mai 1928, des pièces essentiellement tirées du music-hall.
Le blues devenant à la mode à Chicago, « Tampa Red » décide de s'y mettre lui aussi. Au début des années 1930, il se marie et sa femme décide de prendre en mains sa carrière. En 1934, elle négocie pour lui un contrat avec le célèbre producteur Lester Melrose qui lui permettra d'enregistrer ses disques sous le grand label blues Bluebird. C'est pour cette maison de disques qu'il enregistrera ses plus grands titres, toujours accompagné d'un pianiste. Dans les années 1940 il ouvre sa formation à des saxophones ainsi qu'à un bassiste, une batterie ou encore un joueur d'harmonica, comme Sonny Boy Williamson I ou Big Walter Horton. C'est à cette époque qu'il deviendra une des références du Chicago blues électrique et qu'il enregistrera avec Elmore James lorsque celui-ci se trouve à Chicago.
Malheureusement, sa femme décède en 1956 et « Tampa Red » ne s'en remet pas. Il sombre dans la démence et doit être interné. Il parviendra cependant à encore enregistrer deux albums au début des années 1960 pour le label Bluesville : Don't Tampa with the Blues et Don't Jive Me. Il meurt dans un relatif oubli en 1981.
Surnommé the « guitar wizard » (le sorcier de la guitare), Tampa Red a certainement été un des plus grands guitaristes slide du blues des années 1930 et 1940.
Tampa Red a été introduit au Blues Hall of Fame l'année de sa mort, en 1981.

## Principaux titres
- The Duck Yas-Yas-Yas (1929)
- Turpentine Blues (1932)
- Western Bound Blues (1932)
- You Can't Get That Stuff No More (1932)
- Black Angel Blues (1934) - repris plus tard par B.B. King sous le titre Sweet Little Angel
- Dead Cats On The Line (1934)
- Kingfish Blues (1934)
- Mean Mistreater Blues (1934)
- Sugar Mama (1934)
- Mean Old Tom Cat Blues (1935)
- Waiting blues (1935)
- Seminole blues (1937)
- Blues for My Baby (1938)
- Love Her with a Feeling (1938)
- Anna Lou Blues (1940)
- Don't You Lie to Me (1940)
- Don t Deal with the Devil (1941)
- It Hurts Me Too (1941)
- Lula Mae (1944)
- Crying Won't Help You (1946)

## Discographie
Son œuvre intégrale est disponible sur Tampa Red vol. 1 à 15 (Document).
- Tampa Red, 1934-38 vol.1 & 2 (RCA)
- The guitar wizard (Columbia)
- Tampa Red (EPM)
- It hurts me too (Indigo)
- Bottleneck guitar 1928-1937(Yazoo)
- Le coffret Tampa Red : The blues (Frémeaux & Associés).